# Люботинский городской совет
Люботинский городской совет (укр. Люботинська міська рада) — входил в состав Харьковского уезда, потом Люботинского района, затем Харьковского района сначала Харьковской губернии, затем Харьковского округа, с 1932 года Харьковской области Украины.
Орган местного городского самоуправления. Является местным законодательным органом власти, органом местного самоуправления и административно-территориальной единицей; исполнительным органом власти являлся Исполнительный комитет Люботинского Совета депутатов трудящихся (Люботинский горисполком).
Административный центр городского совета находится в городе Люботин.

## История
- Март 1917 года — дата образования Люботинского волостного совета рабочих депутатов.
- Волсовет существовал до 1923 года, пока Люботин был волостным центром Люботинской волости.
- С 1923 по 1930 год — преобразован в районный совет Люботинского района; район был ликвидирован в рамках админреформы.
- 6 декабря 1928 года Люботин становится пгт, и местный совет называется уже поселковым.
- В 1938 году Люботин получил статус города[5][6][7], и поссовет становится городским.

## Населённые пункты совета
- город Люботи́н
- посёлок Байра́к
- посёлок Карава́н
- посёлок Ковале́нки
- село Смородское